# Knoldet brunrod
Knoldet brunrod (Scrophularia nodosa) er en flerårig, urteagtig plante i maskeblomst-familien. Den har små, gulbrune blomster og er ret almindelig i det østlige Danmark, men mere sjælden vestpå.

## Kendetegn
Knoldet brunrod er en flerårig, urteagtig plante med en opret vækst. Stænglerne er svagt hårede og firkantede i tværsnit. Bladene er modsat stillede og hele med dobbelt savtakket rand. Oversiden er græsgrøn, mens undersiden er meget lyst grågrøn. Blomstringen foregår i juni-august, hvor man finder blomsterne samlet i endestillede toppe. De enkelte blomster er 5-tallige og uregelmæssige med afrundede bægerflige og en tolæbet krone, hvor underlæben er grøngul og overlæben brunlig. Frugterne er kapsler med mange frø.
Rodsystemet består af en tyk, vandret jordstængel og grove, trævlede rødder.
Knoldet brunrod bliver 30-100 cm i højden og 10-25 cm i kronebredden.
Arten har været anvendt som lægeplante mod bylder og kirtelsyge.

## Hjemsted
Knoldet brunrod er udbredt i alle de tempererede egne af den nordlige halvkugle, undtagen det vestlige Nordamerika(engelsk). Alle vegne er den knyttet til voksesteder i skygge eller halvskygge og pål fugtig, men ikke våd, kvælstofrig bund.
I Danmark er knoldet brunrod almindelig i Østdanmark på skyggefulde steder i løvskove, krat og hegn. Ved en registrering blandt højstaudesamfundene langs Gudenåen fandt man arten voksende i kantvegetationen sammen med bl.a. almindelig fredløs, almindelig mjødurt, almindelig skjolddrager, almindelig tranebær, angelik, blåhat, dagpragtstjerne, djævelsbid, engbrandbæger, engkabbeleje, gederams, gul fladbælg, gærdesnerle, hamphjortetrøst, hjertegræs, hyldebaldrian, kattehale, korsknap, kvan, kærgaltetand, kærsvovlrod, kærtidsel, kåltidsel, lodden dueurt, majgøgeurt, nyserøllike, plettet gøgeurt, rejnfan, rørgræs, skovkogleaks, stor skjaller, sumpkællingetand, sværtevæld, topstar, trævlekrone, vejguldkarse og vild kørvel .

## Galleri
- Blad
- Blomst
- Vækstform
- Rodsystem
- Frugter
- Habitat